# لروم (هوراند)
لروم یکی از روستاهای استان آذربایجان شرقی است که در دهستان دیکله بخش مرکزی شهرستان هوراند واقع شده‌است. این روستا ۳۹۷ نفر جمعیت دارد.